# Achyranthes schinzii
Achyranthes schinzii är en amarantväxtart som först beskrevs av Paul Carpenter Standley, och fick sitt nu gällande namn av Georg Cufodontis. Achyranthes schinzii ingår i släktet Achyranthes och familjen amarantväxter. Inga underarter finns listade i Catalogue of Life.